# On Fire!
On Fire! é o décimo álbum de estúdio da banda Petra, lançado em 1988.
As letras das músicas mantêm o mesmo rumo dos álbuns anteriores, desde a espiritualidade até as referências à guerra. É o primeiro álbum do novo baixista Ronny Cates, que se manteve na banda até 1995. 
O disco atingiu o n.º 3 do Top Contemporary Christian e foi o primeiro álbum a render um Grammy Awards para a banda.

## Faixas
Todas as músicas por Bob Hartman, exceto onde anotado.
1. "All Fired Up" – 4:30
2. "Hit You Where You Live" (Billy Smiley, Dino Elefante) – 4:20
3. "Mine Field" – 4:28
4. "First Love" (John Elefante) – 4:10
5. "Defector" – 4:30
6. "Counsel Of The Holy" (John Lawry & Danny Kingen) – 3:37
7. "Somebody's Gonna Praise His Name" – 4:02
8. "Open Book" – 4:28
9. "Stand In The Gap" – 4:10
10. "Homeless Few" (John Lawry) – 4:33

## Créditos
- Bob Hartman - Guitarra
- John Lawry - Teclados, vocal de apoio
- Louie Weaver - Bateria
- John Schlitt - Vocal
- Ronny Cates - Baixo